# 융단폭격

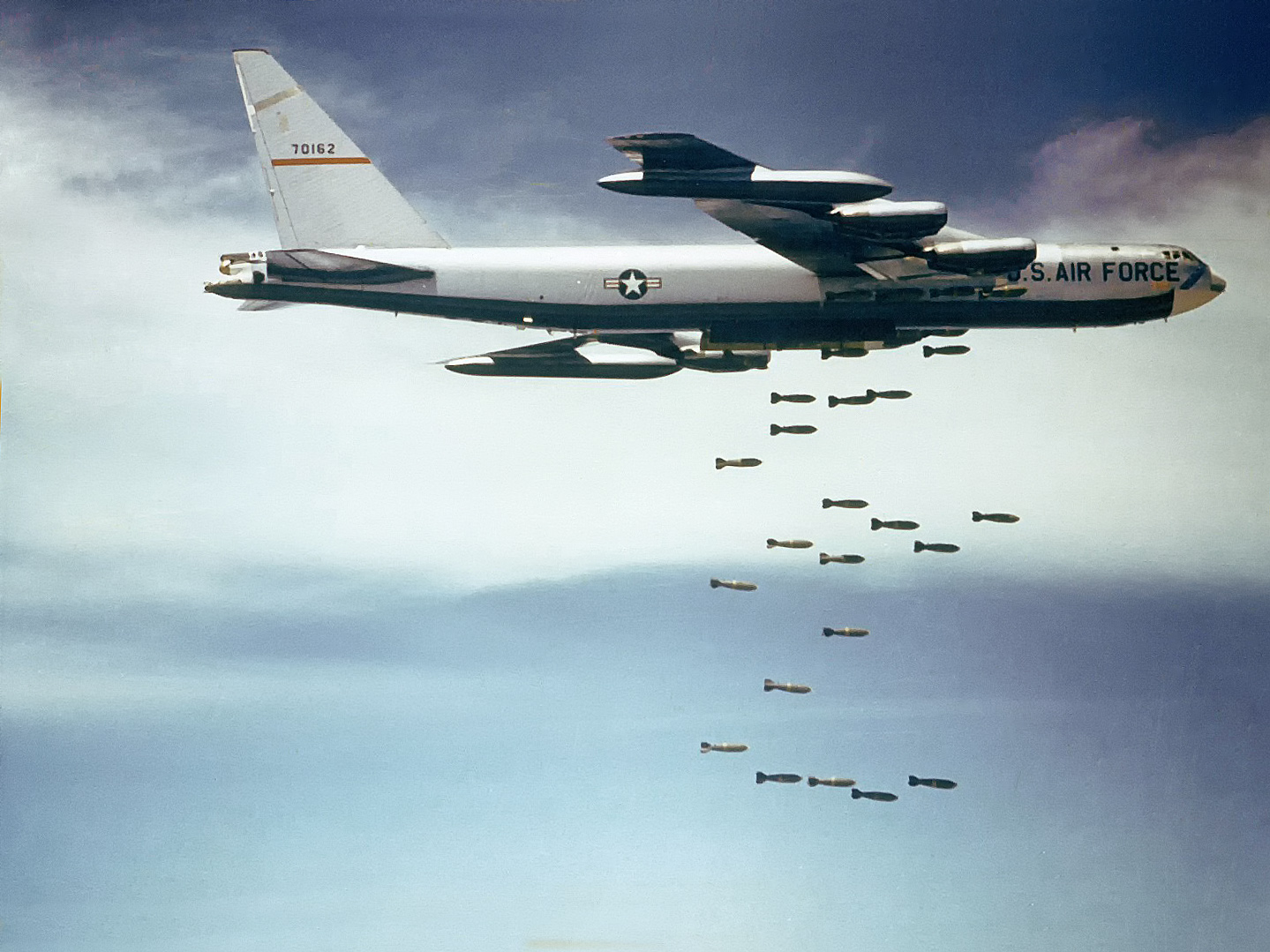
북베트남 지역을 융단폭격하는 미 공군의 B-52F 폭격기

융단폭격(絨緞爆擊, 영어: carpet bombing, saturation bombing)은 특정 지역의 거의 대부분에 피해를 입히기 위해 점진적으로 가해지는 대규모 공중 폭격이다. 이 폭격에 의해 모든 지역에 차례로 폭발이 일어나는 모습이 마치 융단이 바닥에 깔리는 모습을 연상시켜 이같은 이름이 붙여졌다. 융단폭격은 주로 무유도 폭탄을 무차별적으로 투하하여 이루어진다. 역사적으로 융단폭격의 예로는 제2차 세계대전 유럽 전역의 드레스덴 폭격, 태평양 전역의 도쿄 대공습, 그리고 베트남 전쟁의 롤링 썬더 작전 등이 있다. 무차별적으로 막대한 민간인 사상자를 발생시키기 때문에, 1977년 제네바 조약 제1추가의정서에 의해 융단폭격은 전쟁범죄로 규정되었다.
또 비유적으로 쓰이기도 하는데, 예를 들어 "A기업이 B기업을 쓰러트리기 위하여 최고제품들로 시장을 융단폭격했다" 또는 "책상이 잡동사니들로 융단폭격당했다"등에 쓰인다.

## 같이 보기
- 지역폭격
- 전략폭격